# Gare de Tsuchiyama
La gare de Tsuchiyama (土山駅, Tsuchiyama-eki) est une gare ferroviaire transcommunale situé principalement dans la ville de Harima. Cependant la partie Est de la gare se trouve dans la ville voisine d'Akashi dans la préfecture de Hyōgo au Japon. La gare est exploitée par la compagnie JR West, sur la ligne Sanyō (ligne JR Kobe). Le numéro de gare est JR-A77.

## Situation ferroviaire
Établie à 22 mètres d'altitude, la gare de Tsuchiyama est située au point kilométrique (PK) 32.2 de la ligne Sanyō.

## Histoire
Le 23 décembre 1888, la gare est inaugurée par la Sanyo Railway. Le 17 janvier 1995, la gare est fermée à cause du séisme de 1995 à Kobe. En 2003, la carte ICOCA devient utilisable en gare.
En 2014, la fréquentation journalière de la gare était de  14 083 personnes
| 2010   | 2011   | 2012   | 2013   | 2014   |
| 13 879 | 14 053 | 14 302 | 14 481 | 14 083 |

## Service des voyageurs

### Accueil
La gare dispose d'un guichet, ouvert tous les jours de 7 h à 20 h, de billetterie automatique verte pour l'achat de titres de transport pour shinkansen et train express. la carte ICOCA est également possible pour l’accès aux portillon  d’accès aux quais.
La gare possède également un coin pour les consignes automatique.

### Desserte
La gare de Tsuchiyama est une gare disposant de deux quais et de trois voies. La desserte est effectuée par des trains rapides ou locaux.
| N° de voie | Ligne     | Direction         |
| ---------- | --------- | ----------------- |
| 1          | A JR Kobe | Sannomiya - Ôsaka |
| 2・3       | A JR Kobe | Kakogawa - Himeji |

Installations et desserte
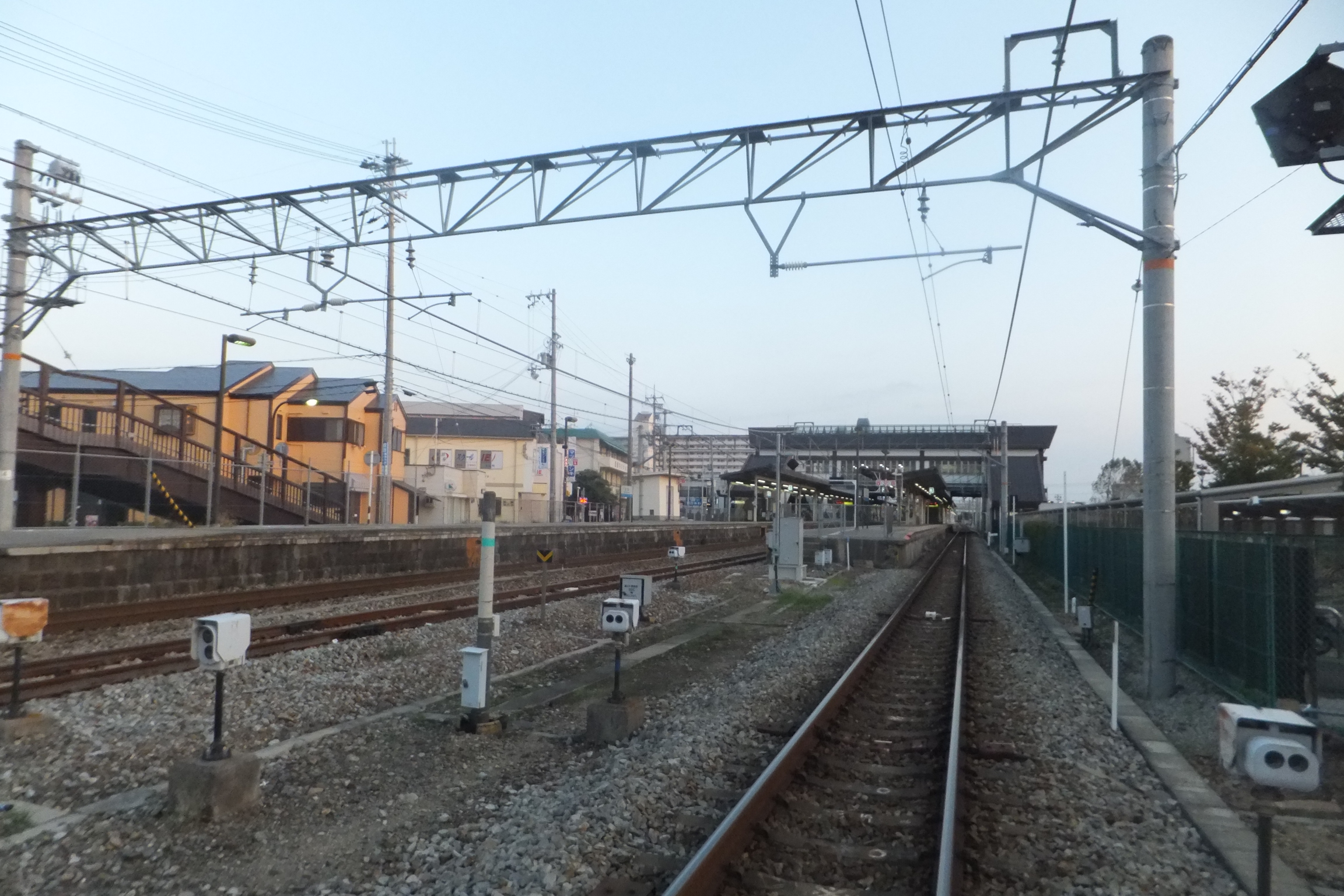
Voies et quais.
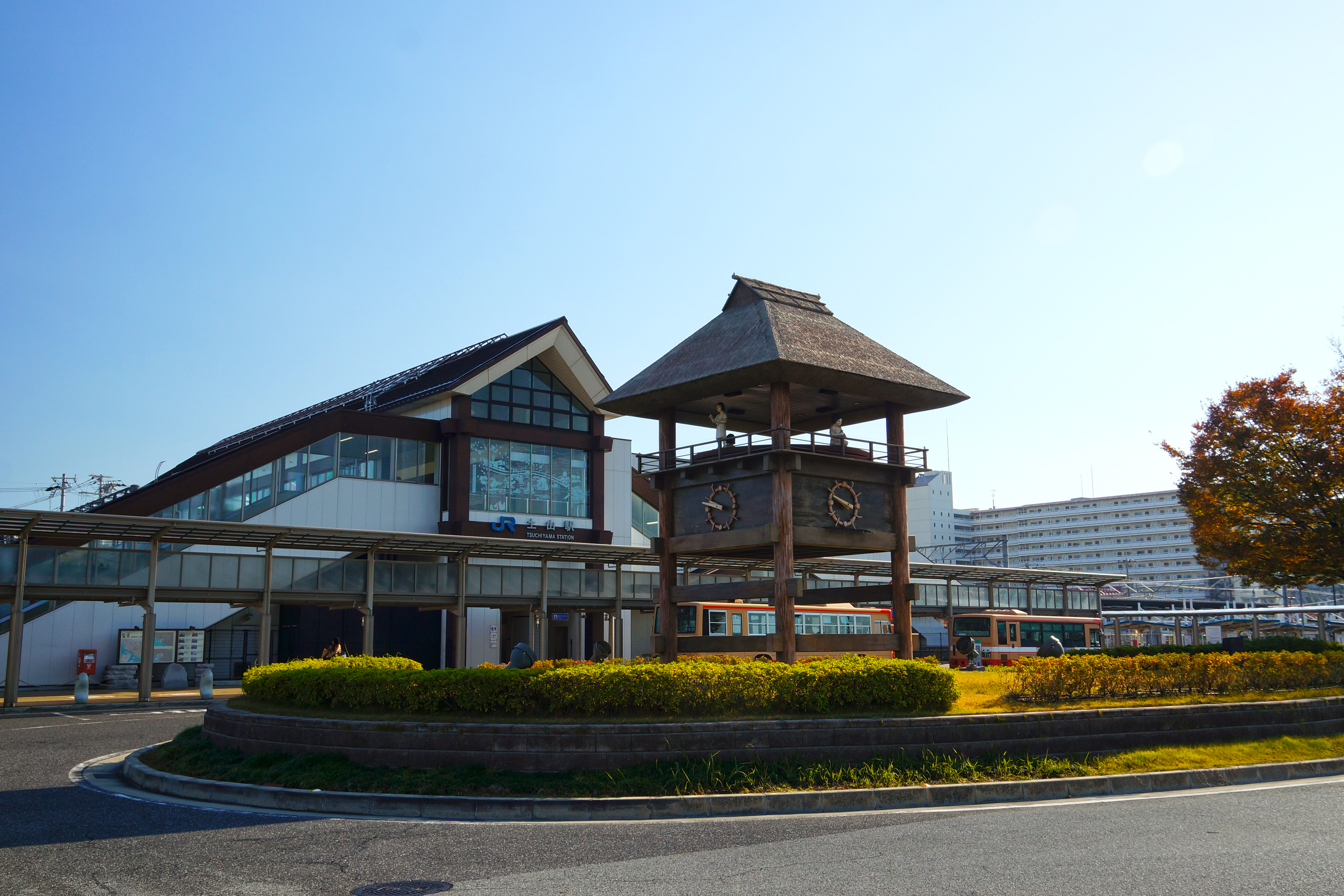
Place de devant la gare.

### Intermodalité
Un arrêt de bus du réseau Shinki Bus et des bus Taco sont également disponibles près de la gare.